# Мищенки (Дергачівська міська громада)
Ми́щенки — село в Україні, у Дергачівській міській громаді Харківського району Харківської області. Населення становить 5 осіб. До 2020 орган місцевого самоврядування — Дергачівська міська рада.

## Географія
Село Мищенки примикає до села Болибоки, на відстані 2 км знаходяться села Маслії і Замірці. Поруч із селом протікає пересихаючий струмок, який через 4,5 км впадає в річку Лопань. До села примикає невеликий лісовий масив (дуб).

## Історія
12 червня 2020 року, розпорядженням Кабінету Міністрів України № 725-р «Про визначення адміністративних центрів та затвердження територій територіальних громад Харківської області», увійшло до складу Дергачівської міської громади.
19 липня 2020 року, в результаті адміністративно-територіальної реформи та ліквідації Дергачівського району, село увійшло до складу Харківського району.